# Miksa Weiß

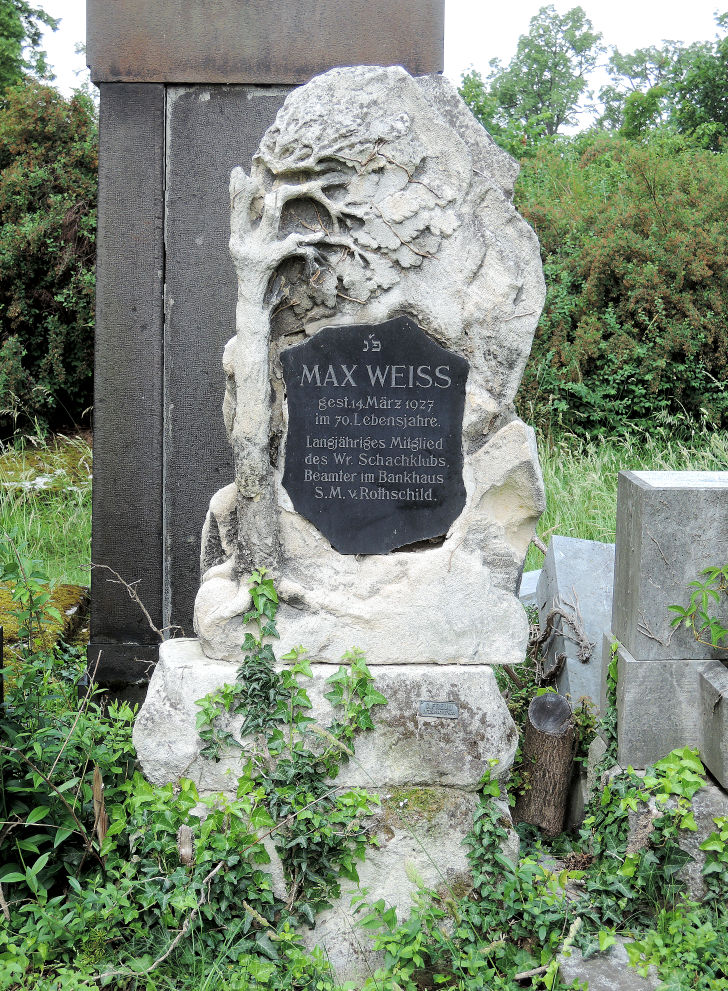
Das Grab von Max Weiss auf dem neuen jüdischen Friedhof in Wien

Miksa Weiß [ˈmikʃɒ ˈvɛjs] (dt. Max Weiss [ˈmaks ˈvaɪs]; * 21. Juli 1857 in Szered, Österreich-Ungarn, heute Sereď, Slowakei; † 14. März 1927 in Wien) war ein Schachspieler aus Österreich-Ungarn. Zwischen 1885 und 1895 gehörte er zu den stärksten Spielern der Welt.

## Leben
Er studierte Mathematik in Wien und spielte ab 1880 in mehreren Meisterturnieren, darunter den DSB-Kongressen in Nürnberg 1883, Hamburg 1885 und Frankfurt am Main 1887. Seinen größten Erfolg erzielte er beim Turnier in New York 1889, das mit 20 Teilnehmern doppelrundig ausgetragen wurde. Weiß erreichte dort den mit Michail Tschigorin geteilten 1./2. Platz. Ein Stichkampf blieb unentschieden, beide Spieler erhielten ein Preisgeld von 875 Dollar. Danach entschloss er sich, das Schachspiel einzuschränken, um eine erfolgreiche Karriere als Bankangestellter im Hause Rothschild fortzusetzen. An einem Match um die Schachweltmeisterschaft gegen Wilhelm Steinitz zeigte er kein Interesse. Er spielte noch einige kleinere Turniere in Wien und gewann dort 1895 einen Wettkampf gegen Georg Marco mit 3:1 bei einem Remis.
Sein positioneller Stil galt als typisch für die damalige Wiener Schachschule, aus der auch Meister wie Carl Schlechter hervorgingen. Savielly Tartakower bezeichnete Weiss’ Spielstil als „eherne Kunst“.
Seine beste historische Elo-Zahl war 2727 im Juli 1889, damit war er der viertbeste Spieler der Welt.